# 恩斯特·延奇
恩斯特·延奇（德語：Ernst Jentsch，1867年—1919年）是德國的精神科醫師。 
他撰寫關於心理學和病理學的作品，最出名的是他的論文《恐怖谷心理學》（1906）。
除此，他還創作關於情緒與音樂心理學的作品。 他在論文《恐怖谷心理學》中曾提及過，他深受精神分析家西格蒙德·佛洛伊德的影響。
其著作對於恐怖谷理論也有很大的影響。

## 著作
以下皆是德語為原文的著作。
- Musik und Nerven（兩冊），1904-1911
- Zur Psychologie des Umheimlichen，1906
- Die Laune，1912
- Das pathologische bei Otto Ludwig，1913

## 翻譯作品
- 性心理學（Studies of psychology of sex，哈維洛克·艾利斯著，英語）
- Studien über Genie und Entartung，1910，切薩雷·龍勃羅梭[3]著，義大利語

## 相關
- 病理學
- 心理學
- 恐怖谷理論
- 西格蒙德·佛洛伊德
- 哈維洛克·艾利斯
- 切薩雷·龍勃羅梭